# Звёздный путь: Оригинальный сериал
«Звёздный путь: Оригинальный сериал» (англ. Star Trek: The Original Series, TOS) — научно-фантастический телевизионный сериал, созданный Джином Родденберри и положивший начало вселенной «Звёздного пути».
Первым пилотным выпуском сериала стала серия «Клетка», которая была отвергнута руководством NBC в феврале 1965 и показана лишь 15 октября 1988 года. Вторым пилотным выпуском стала серия «Куда не ступала нога человека», вышедшая на экраны 22 сентября 1966 года. И, наконец, первой серией, вышедшей в эфир 8 сентября 1966 года, стала «Ловушка для человека». Дебют «Звёздного пути» в 1966 году нельзя было назвать успешным. Лишь многочисленные петиции небольшой группы поклонников заставили канал NBC не прекращать показ сериала. Тем не менее, его показ был перенесён, и сериал стал выходить по пятницам в десять часов вечера. 3 июня 1969 года была показана последняя серия — «Вторжение оборотня» (англ. Turnabout Intruder). 2 сентября 1969 года сериал был снят с трансляции после 3 сезонов.
Сюжет сериала сосредоточен на пятилетней научно-исследовательской миссии экипажа корабля «Энтерпрайз» NCC-1701, который изучает неизведанные уголки Млечного пути во второй половине XXIII века.
Сериал транслировался под названием «Звёздный путь» (англ. Star Trek), однако с расширением вселенной возникла необходимость выделить его среди прочих как первый, что привело к появлению уточнения «Оригинальный сериал» (англ. The Original Series), чтобы выделить шоу в рамках медиа-франшизы, с которой оно началось.

## Создание
11 марта 1964 года Джин Родденберри, большой поклонник научной фантастики, представил короткую первую версию своего научно-фантастического телевизионного сериала, названного Star Trek (рус. «Звёздный путь»). События должны были проходить на космическом корабле XXIII века, изучающего неизведанные части Млечного Пути.

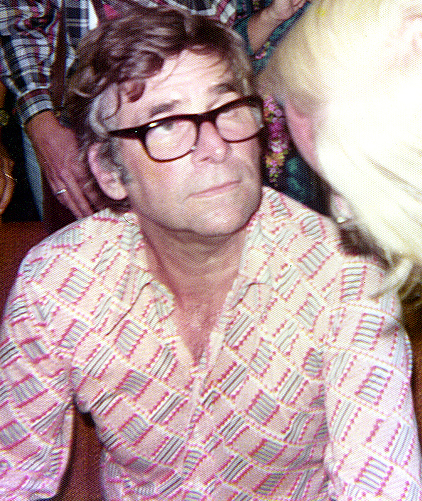
Джин Родденберри

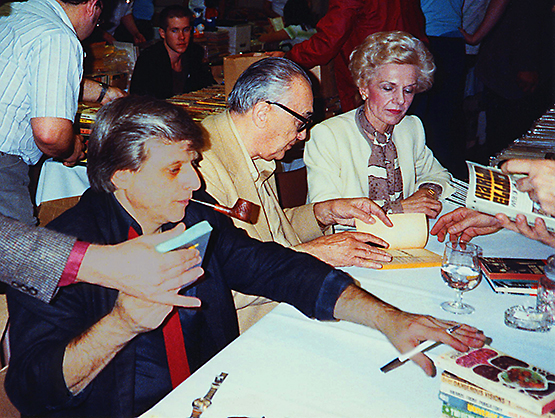
Альфред Ван Вогт

На созданный Родденберри корабль «Энтерпрайз NCC-1701» повлиял огромный звездолёт из романа «Путешествие „Космической гончей“» американского фантаста Альфреда Ван Вогта; влияние на создание сериала оказали также цикл рассказов «Марафон» Эрика Фрэнка Рассела и фантастический фильм «Запретная планета» (1956). Также часто проводят параллели с сериалом «Рокки Джонс, космический рейнджер», снятым в жанре космооперы: Родденберри позаимствовал из него некоторые линии отношений между героями в экипаже, некоторые миссии, часть макета капитанского мостика и ряд технологий будущего. При создании образа капитана Джеймса Кирка Джин Родденберри опирался на морского капитана Хорнблоуэра, придуманного английским писателем Сесилом Скоттом Форестером.
У Родденберри был огромный опыт в написании текстов о Диком Западе, жанр которых был популярен на телевидении до 1950—60-х годов. Вооружённый этим опытом, он характеризует своё шоу как «Поезд с вагонами к звёздам». Как и обычный вагон поезда, каждый эпизод должен был стать самодостаточной приключенческой историей, входящей в общую структуру непрерывного путешествия, но не привязанной к одному местоположению. Все сериалы, за исключением сериалов «Глубокий космос 9» и «Пикар», будут придерживаться этой концепции Родденберри. По его задумке капитана корабля звали Роберт Эйприл, а название корабля было «СС Йорктаун». Роберт Эйприл послужил основой для создания образа капитана Кристофера Пайка, сыгранного Джеффри Хантером.

## Разработка
В апреле 1964 года Джин Родденберри представил свой проект «Звёздный путь» ведущей независимой компании Desilu Productions, занимавшейся производством телепрограмм. Родденберри познакомился с производственным директором компании — Хербом Солоу. Идея для пилотного выпуска сериала была пересмотрена, она обросла деталями, такими как концепция «звёздной даты», предложенная Солоу.

Команда звездолёта «Энтерпрайз»

Вице-президент Desilu Productions Оскар Кац встретился с Родденберри и вёл вместе с ним переговоры с CBS, но она сообщила о том, что сеть не заинтересована в заказе сериала, так как уже имеет схожее шоу Ирвина Алена «Потерянные в космосе». В мае 1964 года Солоу, который раньше работал в NBC, встретился с Грантом Тинкером, руководителем NBC на западном побережье. Тинкер дал согласие на съёмки пилотной серии «Клетка», однако руководству сети не понравилась пилотная серия, которая была сочтена слишком заумной. Тем не менее, благодаря общему положительному впечатлению от концепции, было принято решение снимать другой пилотный выпуск по другому сценарию «Куда не ступала нога человека», который написал Сэмюэл Э. Пиплз. Второй выпуск показался NBC удовлетворительным, и сеть включила «Звёздный путь» в программу передач на 1966 год. Только персонаж Леонарда Нимоя по имени Спок, появившийся в первом пилотном выпуске, сыграл во втором пилотном выпуске и во всех эпизодах сериала.
Вторая пилотная серия ввела в шоу бо́льшую часть основного актёрского состава: Уильяма Шетнера, исполнившего роль капитана Кирка; Джеймса Духана, сыгравшего главного инженера Скотта; Джорджа Такеи в роли лейтенанта Сулу, который был физиком в первом пилотном выпуске, а впоследствии стал рулевым на протяжении всего сериала. Пол Фикс исполнил роль доктора Марка Пайпера. Дефорест Келли исполнил роль доктора Леонарда Маккоя, он присоединился к актёрскому составу в первом сезоне шоу и остался до его окончания, став третьей звездой шоу. Также в первом сезоне к шоу присоединяются: Нишель Николс в роли лейтенанта по связи Ухуры — она стала первой афроамериканкой, получившей серьёзную роль на американском телевидении; Грэйс Ли Уитни в роли старшины Дженис Рэнд, покинувшей шоу в середине первого сезона; Меджел Барретт в роли старшей медсестры Кристин Чапел. Уолтер Кёниг присоединился к актёрскому составу в роли энсина Павла Чехова во втором сезоне сериала.

## Производство
После того как сериалом заинтересовалось NBC, съёмки переносятся со студии Desilu Productions на улицу Гауэр. Когда-то это был съёмочный комплекс RKO Pictures, который был перекуплен Paramount Pictures. Сериал снимался в павильонах 31 и 32.
Среди персонала шоу был арт-директор Мэтт Джефферис. Джефферис разработал дизайн корабля «Энтерпрайз» и большинство его интерьеров. Его вклад в сериал был отмечен, именно в честь него длинные коридоры корабля получили название «труб Джеффериса». Помимо работы со своим братом Джоном над созданием ручного фазерного оружия, Мэтт также разработал дизайн мостика корабля, который базировался на более раннем дизайне Пато Гузмана. Джефферис использовал свой опыт лётчика, полученный во время Второй мировой войны, и знания о конструкции самолёта для создания стильного, функционального и практичного мостика.
Дизайн костюмов офицеров Звёздного флота разработал Билл Тайсс, как и костюмы для женщин, гостей шоу и различных инопланетян, в том числе Клингонов, Вулканцев, Ромулан, Теллоритов, Андорианцев.
Художник и скульптор Ва Чанг, работавший на компанию Уолта Диснея, был нанят, чтобы спроектировать и изготовить реквизит для шоу, в том числе складной коммуникатор, который, возможно, мог повлиять на внешний вид появившихся в будущем раскладных мобильных телефонов. Чангу также принадлежит разработка дизайна портативного трикодера — устройства, которое использовал экипаж корабля. В процессе съёмок он помог создать образы таких запоминающихся персонажей, как Горн и Орта.

### 1 сезон

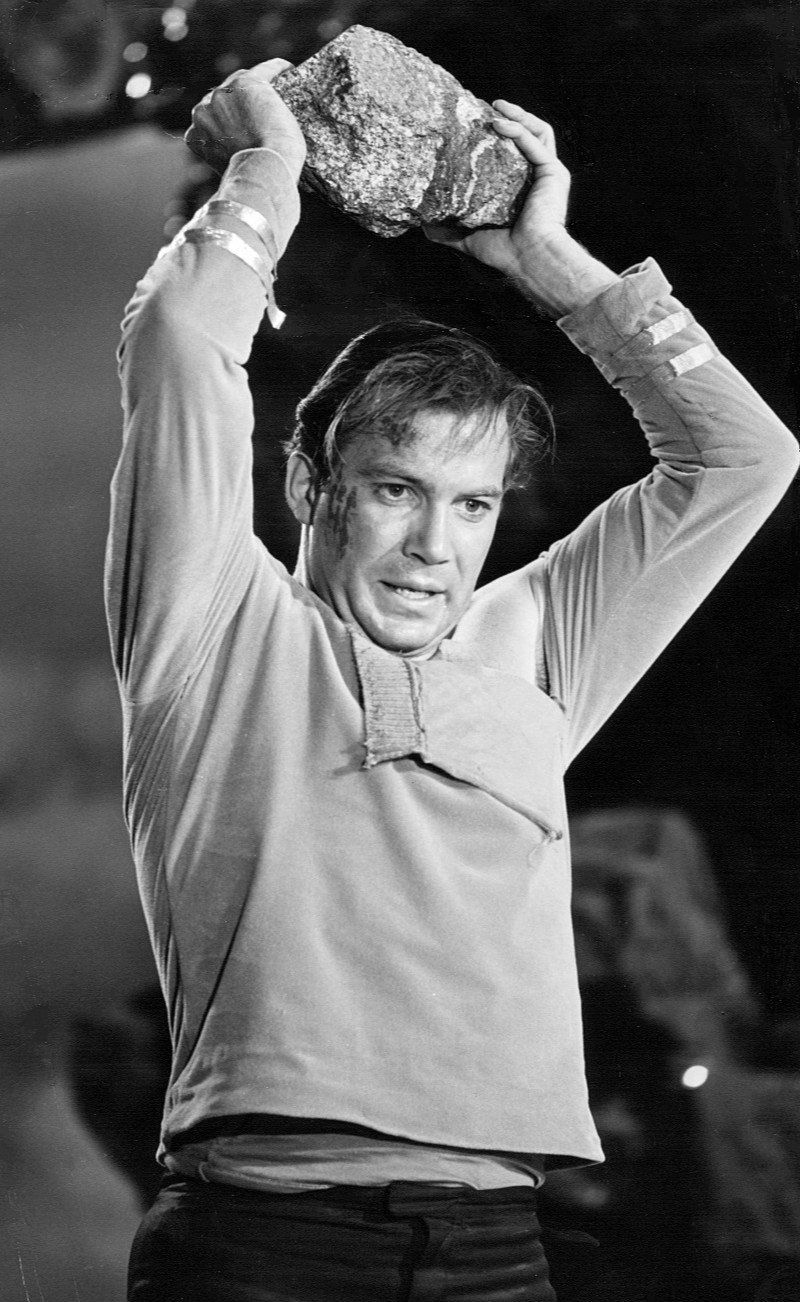
Уильям Шетнер в роли капитана Кирка в пилотном эпизоде «Куда не ступала нога человека»

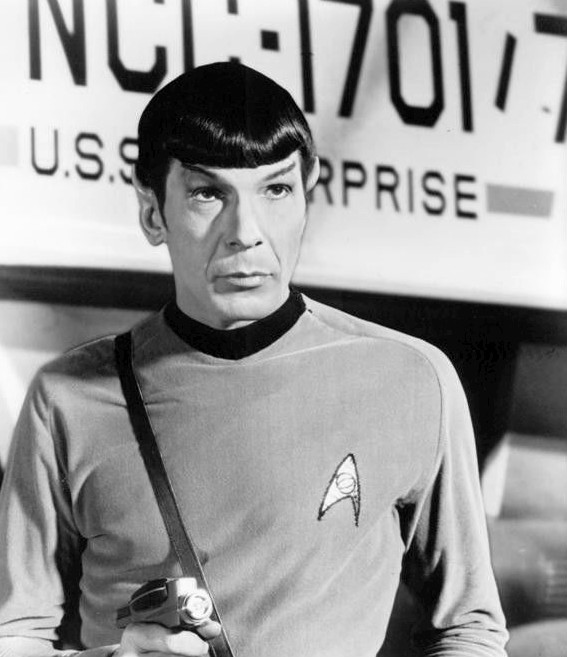
Леонард Нимой в роли вулканца Спока

Телеканал NBC заказал 16 эпизодов «Звёздного пути» кроме пилотного эпизода «Куда не ступала нога человека» (англ. Where No Man Has Gone Before). Первым эпизодом шоу стала серия «Ловушка для человека» (англ. The Man Trap), вышедшая в эфир 8 сентября 1966 года в 8:30 — 9:30 на телеканале NBC в рамках блока предварительного показа. Отзывы на пилотную серию были смешанные: в то время как «The Philadelphia Inquirer» и «San Francisco Chronicle» понравилось новое шоу, «The New York Times» и «The Boston Globe» отзывались о шоу менее благоприятно, а «Variety» предположило, что шоу не будет иметь успеха, назвав его «невероятно тоскливым, полным путаницы и сложностей». Дебютировав, шоу заняло 33-е место в рейтинге среди 92-х программ, после двух недель показа шоу занимало 51-ю строчку рейтинга.
Посредственные рейтинги первого сезона шоу привели к тому, что NBC рассматривали возможность закрытия шоу. Сеть была пионером в области исследования демографических характеристик телеаудитории в начале 1960-х годов, хотя уже к 1967 году другие сети также начали использовать подобные исследования при принятии решений: к примеру, CBS в тот год отменила показ шоу «Дымок из ствола» из-за того, что основной его аудиторией были пожилые люди, и лишь небольшую долю составляло юное поколение зрителей. Родденберри утверждал позже, что у NBC не было подобных исследований по аудитории «Звёздного пути», но несмотря на это, у шоу несомненно была своя аудитория, что помогло сохранить сериал. Несмотря на отсутствие исследований, NBC решило заказать ещё 10 эпизодов для первого сезона, а в марте 1967 года заказать второй сезон. Изначально было объявлено, что сериал будет транслироваться с 19:30 до 20:30 по вторникам, но вместо этого шоу с 1967 по 1968 год начали транслировать с 20:30 до 21:30 по пятницам, что привело к потере основной аудитории, которую составляли юные телезрители.

### 2 сезон
Во втором сезоне рейтинги сериала продолжали снижаться. Хотя Шетнер ожидал закрытия шоу после второго сезона и начал готовиться к другим проектам, NBC не рассматривало всерьёз идею закрытия шоу в то время. В начале января 1966 года агентство «Ассошиэйтед Пресс» сообщило, что у шоу прекрасный шанс для того, чтобы быть продлённым на третий сезон. Шоу на NBC имело лучший рейтинг, чем шоу «Hondo» на ABC или программы SBC, оно входило в 15 лучших шоу «рейтинга Нильсена».

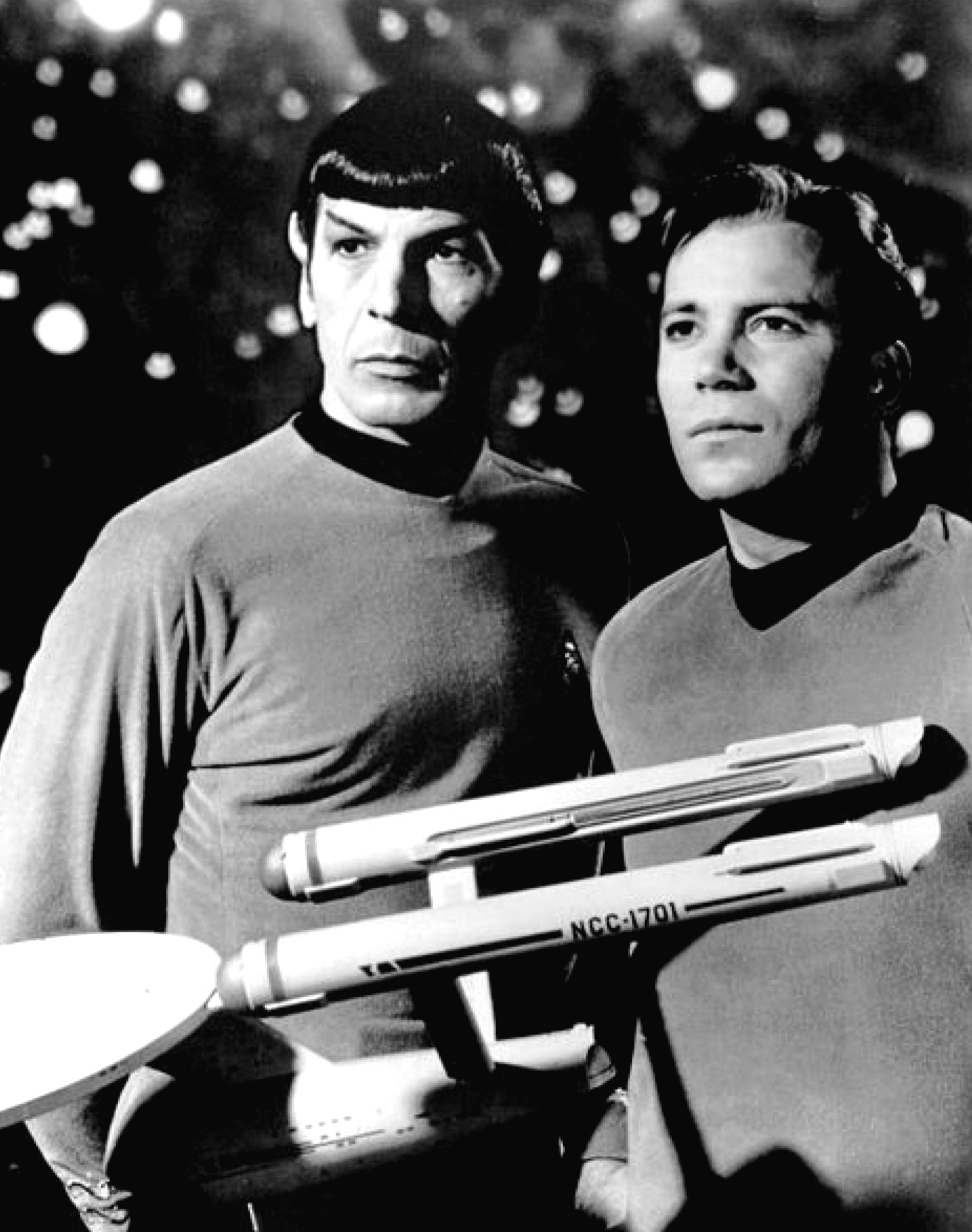
Уильям Шетнер и Леонард Нимой на съёмочной площадке

Активная аудитория также способствовала продолжению сериала. Вопреки распространённому среди поклонников мнению, шоу не имело более широкой аудитории молодых зрителей, чем у конкурентов NBC. Но исследования телевизионной сети показали, что у шоу есть аудитория среди мужчин с хорошим доходом и высшим образованием; другие телевизионные шоу NBC имели среди них куда более низкие рейтинги, чем «Звёздный путь». Шоу было необычно тем, что рассказывало о серьёзных современных социальных проблемах в футуристическом контексте, в отличие, например, от шоу Lost in Space, которое напоминало кемпинг на природе.
Энтузиазм поклонников «Звёздного пути» сильно удивил студию NBC. Сеть получила 29 тысяч писем от поклонников шоу в течение первого сезона, это больше, чем количество писем, присланное в адрес любого другого шоу, за исключением шоу «Обезьяны». Когда в 1967 году поползли слухи о том, что шоу могут закрыть, Родденберри вместе с Бо Трибл, её мужем и некоторыми поклонниками тайно убеждали тысячи зрителей поддержать своими письмами шоу. Используя 4000 адресов в списке подписчиков на научно-фантастическую конвенцию, Трибл просила фанатов писать письма на NBC. С декабря 1967 года по март 1968 года на NBC поступило 116 тысяч писем в адрес шоу, из них 52 тысячи — только в феврале. По данным NBC, всего сеть получила более миллиона писем, но раскрыла только 116 тысяч из них. Обозреватели газет тоже призывали писать письма с просьбой спасти то, что они называли «лучшим научно-фантастическим шоу в эфире». Более 200 студентов Колтеха, чтобы поддержать сериал, пришли к зданию студии NBC в Калифорнии с плакатами «Выбираем Спока» и «Вулканец — сила». Студенты Беркли и МТИ вышли с аналогичными требованиями в Сан-Франциско и Нью-Йорке. Среди писем в поддержку сериала было и письмо губернатора штата Нью-Йорк Нельсона Рокфеллера.
Чтобы поклонники перестали писать письма в поддержку шоу, студия NBC пошла на хитрость: после показа серии The Omega Glory 1 марта 1968 года прозвучало сообщение о том, что сериал будет продлён. Но вместо этого поклонники начали писать письма с благодарностью в адрес студии.

### 3 сезон

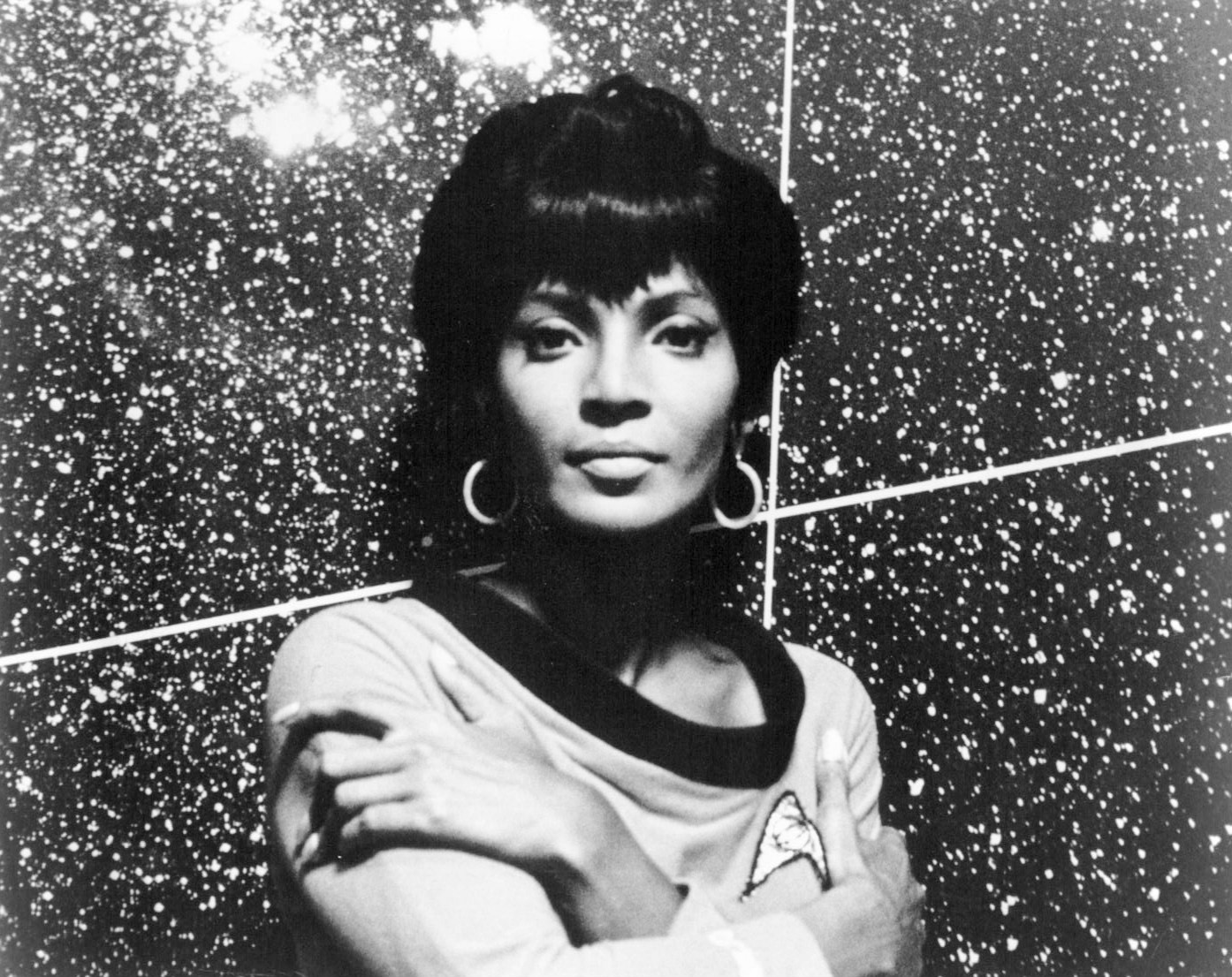
Нишель Николс в роли лейтенанта Нийоты Ухуры

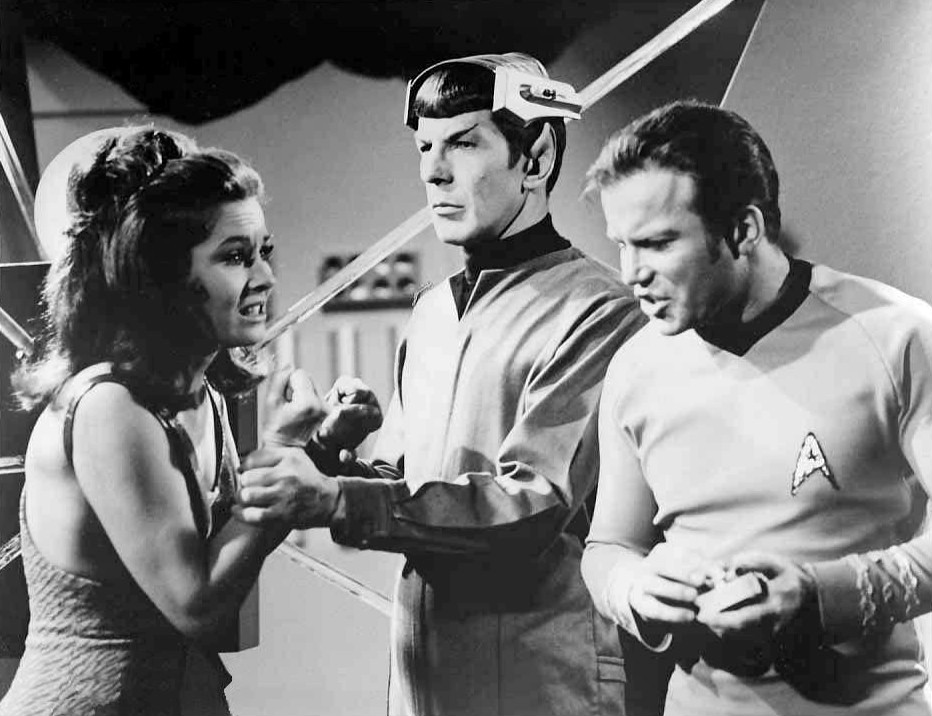
Фото со съёмок 3-го сезона шоу

После множества писем поклонников NBC начало планировать перенос показа 3-го сезона с понедельника в надежде увеличить аудиторию шоу. В марте 1968 года NBC решило перенести показ шоу на ночь пятницы, на нежелательное время для юной аудитории, чтобы избежать конфликта с успешным шоу Rowan & Martin’s Laugh-In, идущим по понедельникам; продюсер шоу Джордж Шлаттер был в гневе и требовал отмены данного решения.
Родденберри был тоже расстроен и жаловался, что телевизионная сеть выбрала лучший способ для убийства шоу. Его попытки убедить NBC дать шоу другой день и час не увенчались успехом. Результатом всего этого стал стресс и истощение, поэтому он принял решение отойти от ежедневной работы над сериалом, однако остался исполнительным продюсером шоу до его окончания. В связи с этим на посту продюсера шоу его сменил Фред Фрейбергер. Тем временем NBC решает урезать бюджет сериала, сумма выделяемых средств на одну серию падает до 36 тысяч долларов (во втором сезоне было 39 тысяч долларов). Это обусловило значительное снижение качества в сезоне 1968—69. Николс охарактеризовала эти сокращения бюджета как намеренную попытку уничтожить сериал. Последним днём съёмок шоу стало 9 января 1969 года, после 80 эпизодов в феврале NBC приняло решение закрыть шоу, несмотря на попытки поклонников развернуть ещё одну кампанию с письмами поддержки.

### Распространение
Хотя многие из эпизодов 3 сезона имели невысокое качество, сезон дал шоу достаточное количество эпизодов для возможности распространения на телевидении. В то время, по сложившейся практике, для покупки сериала и последующего ежедневного вещания сериалу необходимо было иметь по крайней мере 4 сезона. Однако компания «Кайзер Броадкастинг» приобрела права на трансляцию лишь 1 сезона сериала в нескольких крупных городах. Компания пошла на этот рискованный шаг, так как увидела в сериале потенциал в качестве соперника для вечерних программ других каналов. Компания Paramount начала рекламировать сериал в 1969 году через прессу, а поскольку шоу показывало хорошие рейтинги у сети «Кайзер», другие студии, такие как WPIX в Нью-Йорке и WKBS в Филадельфии, также закупили сериал для показа.

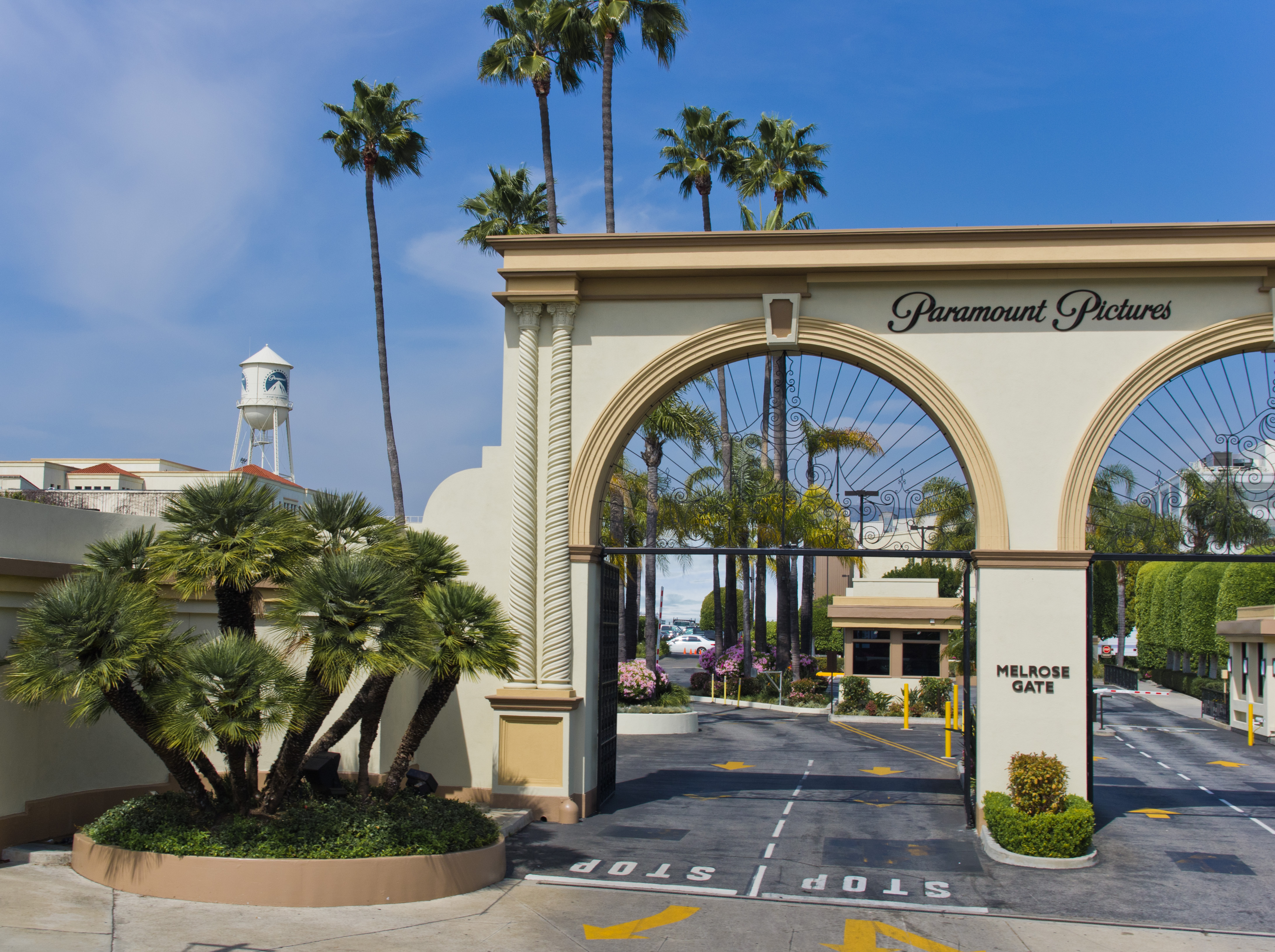
Студия Paramount Pictures

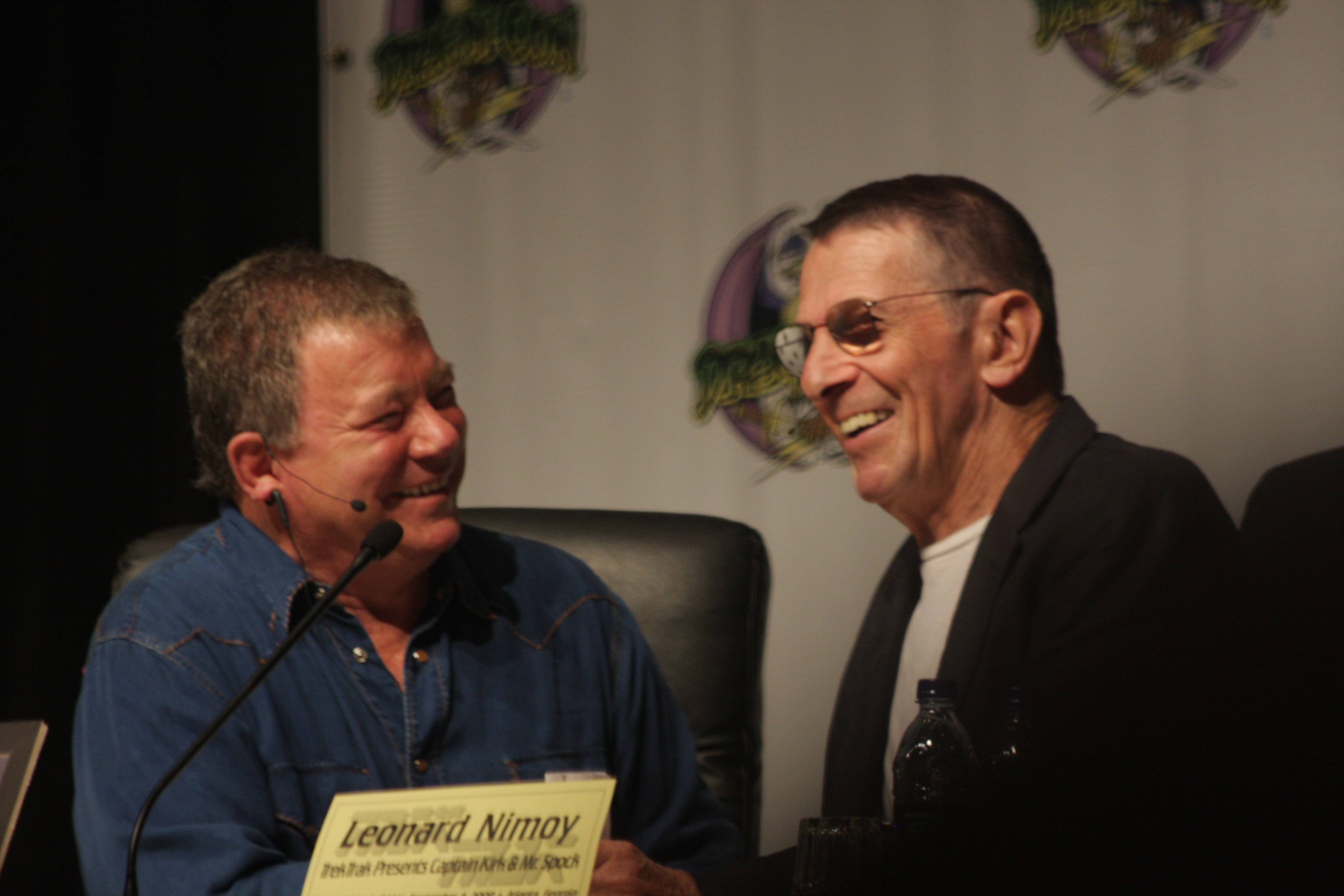
Шетнер и Нимой на конвенции 2009 года.

Благодаря распространению на телевидении сериал получил куда большую аудиторию, чем во время показа на NBC, и стал культовым. Показ шоу после полудня и ранним вечером привлёк новых зрителей, в том числе молодых. В 1970 году представители Paramount сообщили о том, что показ сериала улучшает рейтинги транслирующих его каналов, а газета Los Angeles Times заявила, что у шоу есть все шансы получить самые высокие рейтинги за всю историю распространения. В 1972 году «Ассошиэйтед Пресс» описало ситуацию с шоу как «шоу не хочет умирать», так как сериал транслировался более чем в 100 американских городах, 60 странах, а на первую конвенцию в Нью-Йорке, посвящённую шоу, приехало более трёх тысяч поклонников.
Поклонники шоу становятся всё более организованными, они собираются на встречи, обмениваются продукцией, связанной с шоу, и даже торгуют ей, встречаются с актёрами из сериала и пересматривают старые эпизоды. Фанатов шоу стали называть «трекки», они отличались поистине энциклопедическими знаниями о шоу. В отличие от других шоу, цены на повторные показы сериала не падали, а поднимались, так как число поклонников росло, а самые преданные смотрели шоу десятки раз. В 1977 году, через 7 лет после окончания первоначальной трансляции, «Звёздный путь» был самым успешным транслируемым шоу на телевидении. К 1987 году компания Paramount заработала по 1 миллиону долларов на каждой серии шоу, и в 1994 году повторные показы шоу всё ещё шли на американском телевидении.
С 1 сентября по 24 декабря 1998 года сериал транслировали в формате 90-минутных серий на канале Sci-Fi, показ был организован Уильямом Шетнером. В показ были включены комментарии Шетнера, команды шоу и критиков, а также реклама. Были показаны все серии, включая пилотную серию «Клетка».

## Сюжет
| Сезон | Серии | Серии | Даты показа      | Даты показа     |
| Сезон | Серии | Серии | Первая серия     | Последняя серия |
| ----- | ----- | ----- | ---------------- | --------------- |
| 1     | 29    | 29    | 8 сентября 1966  | 13 апреля 1967  |
| 2     | 26    | 26    | 15 сентября 1967 | 29 марта 1968   |
| 3     | 24    | 24    | 20 сентября 1968 | 3 июня 1969     |

Действие «Оригинального сериала» разворачивается во второй половине XXIII века (2264—2269 гг.) и повествует о пятилетней исследовательской миссии звездолёта Звёздного флота Объединённой федерации планет «Энтерпрайз» (англ. Enterprise NCC-1701) под командованием капитана Джеймса Тиберия Кирка.
На протяжении трёх сезонов экипаж этого звездолёта бороздил просторы Млечного Пути, встречался с новыми цивилизациями, занимался исследованиями и дипломатическими вопросами.

## Герои и актёры

### Главные герои
- Уильям Шетнер — Капитан Джеймс Тиберий Кирк — командир звездолёта «Энтерпрайз».
- Леонард Нимой — Коммандер Спок — первый помощник и глава научной службы.
- Дефорест Келли — Лейтенант-коммандер Леонард «Боунз» Маккой — начальник медицинской службы.
- Джеймс Духан — Лейтенант-коммандер Монтгомери «Скотти» Скотт — начальник инженерной службы и второй помощник.
- Нишель Николс — Лейтенант Нийота Ухура — связист.
- Уолтер Кёниг — Мичман Павел Чехов — штурман.
- Джордж Такеи — Лейтенант Хикару Сулу — рулевой.

### Факты о героях

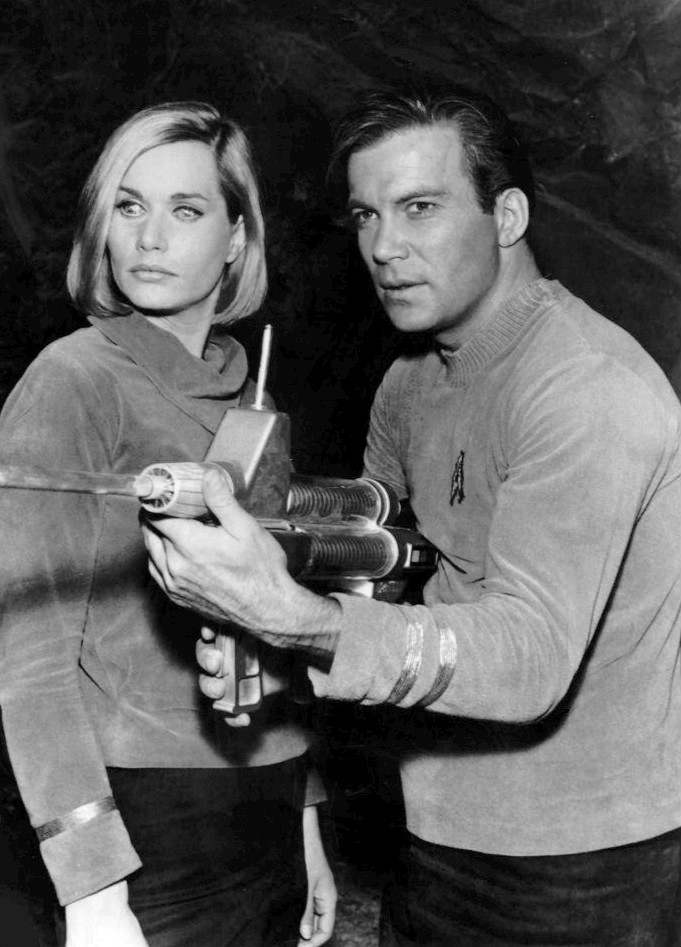
Уильям Шетнер и Салли Келлерман на съёмках в 1966 году

- Русский пилот Павел Чехов (исполненный Уолтером Кенигом) появился во втором сезоне сериала. По некоторым данным, это было маркетинговым ходом студии для привлечения к сериалу молодёжи.
- Актриса Меджел Барретт не только исполнила роль медсестры Кристин Чапел, но и озвучила компьютеры в «Оригинальном сериале» и некоторых других фильмах о Звёздном Пути. Кроме того, она исполнила роль первого помощника капитана Пайка в пилотной серии «Клетка» (англ. The Cage).
- Имена Сулу и Ухуры в сериале не прозвучали (Сулу и Ухура — фамилии). Имя Сулу, Хикару, стало известно лишь в полнометражном фильме «Звёздный путь VI: Неоткрытая страна», а имя Ухуры, Нийота, — в фильме 2009 года «Звёздный путь».

## Музыка
Музыку для сериала написал Александр Каридж.

## Награды и номинации
Хотя этот сериал никогда не выигрывал ни одной Эмми, Оригинальный сериал был номинирован на следующие премии Эмми:
- Лучший драматический сериал (Джин Родденберри и Джин Л. Кун), 1967
- Лучший драматический сериал (Джин Родденберри), 1968
- Лучшая мужская роль второго плана (Леонард Нимой за роль мистера Спока), 1967, 1968, 1969
- Лучшие механические спецэффекты (Джеймс Рагг), 1967
- Лучшие фотографические спецэффекты (Линвуд Г. Данн, Джозеф Вестхаймер, Даррел А. Андерсон), 1967
- Лучший звук (Даг Гриндстафф), 1967
- Лучший монтаж (Дональд Р. Род), 1968
- За индивидуальные достижения (The Westheimer Company), 1968
- Лучшие декорации и сценография (Джон М. Двайер[англ.] и Уолтер М. Джеффрис[англ.]), 1969
- Лучший монтаж (Дональд Р. Род), 1969
- Лучшие фотографические спецэффекты (The Howard A. Anderson Company, The Westheimer Company, Van der Veer Photo Effects[англ.], Cinema Research), 1969.

Восемь его эпизодов были номинированы на одну из высших наград научной фантастики — премию Хьюго в категории «Лучшая постановка». В 1967 году номинированными эпизодами были «Время обнажиться», «Корбомитный манёвр» и «Зверинец». В 1968 году все номинанты были за эпизоды Оригинального сериала: «Время ярости», «Зеркало, зеркало», «Машина Судного дня», «Проблема с трибблами» и «Город на краю вечности». Оригинальный сериал выиграл оба года за эпизоды «Зверинец» и «Город на краю вечности» соответственно. В 1968 году Оригинальный сериал получил специальную премию Хьюго за «Лучшую постановку». Эпизод не был назван. Это была третья премия Хьюго сериала.
В 1967 году Оригинальный сериал также стал одной из первых телевизионных программ, получивших премию NAACP Image Award.
В 1968 году наиболее одобренный критиками эпизод Оригинального сериала «Город на краю вечности», написанный Харланом Эллисоном, получил престижную премию Гильдии сценаристов США за лучший оригинальный телесценарий, хотя это было за оригинальный черновик сценария Эллисона, а не для сценария эпизода, который транслировался в эфир.
В 1997 году «Город на краю вечности» занял 92 место в рейтинге «100 величайших эпизодов всех времён по версии TV Guide».
В 2004 и 2007 годах TV Guide оценил Оригинальный сериал как величайшее культовое шоу всех времён.
В 2013 году TV Guide оценил Оригинальный сериал как величайшее научно-фантастическое шоу (вместе со «Звёздным путём: Следующее поколение») и 12-е место как величайшее шоу всех времён.

## Фильмы
Фильмы «Оригинального сериала»
Создатель «Звёздного пути» Джин Родденберри впервые предложил идею создания полнометражного фильма «Звёздного пути» в 1969 году. Когда оригинальный телесериал был отменён, он лоббировал продолжение франшизы через фильм. Успех сериала в синдикации убедил студию начать работу над полнометражном фильмом в 1975 году. Ряд сценаристов пытались создать черновик подходящего эпического сценария, но эти попытки не удовлетворили Paramount, поэтому студия отказалась от проекта в 1977 году. Вместо этого Paramount планировала вернуть франшизу к истокам с новым телесериалом («Фаза II»). Огромный мировой кассовый успех «Звёздных войн» в середине 1977 года отправил голливудские студии в свои хранилища в поисках аналогичных научно-фантастических фильмов, которые можно было бы адаптировать или повторно запустить для большого экрана. После огромного открытия фильма Columbia «Близкие контакты третьей степени» в конце декабря 1977 года производство «Фазы II» было отменено в пользу создания фильма «Звёздного пути». Начиная со «Звёздного пути: Фильм» в 1979 году, за ним последовали пять сиквелов, «Звёздный путь II: Гнев Хана» (1982), «Звёздный путь III: В поисках Спока» (1984), «Звёздный путь IV: Дорога домой» (1986), «Звёздный путь V: Последний рубеж» (1989) и «Звёздный путь VI: Неоткрытая страна» (1991). Леонард Нимой снял «Звёздный путь» III и IV, а Уильям Шетнер «Звёздный путь» V.
Фильмы перезапуска (Временная линия Кельвина)
После плохого приёма финального фильма «Следующего поколения» «Возмездие» и отмены телесериала «Энтерпрайз» исполнительный продюсер франшизы Рик Берман и сценарист Эрик Йендерсен начали разработку нового фильма, под названием «Звёздный путь: Начало» (англ. Star Trek: The Beginning), действие которого будет происходить после «Энтерпрайза», но до «Оригинального сериала». В феврале 2007 года Дж. Дж. Абрамс принял предложение Paramount снять новый фильм, будучи ранее назначенным продюсером. Роберто Орси и Алекс Куртцман написали сценарий, который произвёл впечатление на Абрамса, с участием новых актёров, играющих более молодые версии состава оригинального сериала. Энтерпрайз, его интерьер и оригинальная униформа были переработаны.
Это возрождение франшизы часто считается перезапуском, но также является продолжением франшизы, когда Нимой повторяет свою роль пожилого Спока. Этот маршрут был избран, чтобы освободить новые фильмы от ограничений установленной преемственности, не отказываясь от неё полностью, что, по мнению сценаристов, было бы «неуважительно». Эта новая реальность неофициально называлась несколькими именами, включая: «Абрамсверс» (англ. Abramsverse), «Джей-Джей Трек» (англ. JJ Trek) и «НюТрек» (англ. NuTrek), прежде чем она была названа «Временной линией Кельвина» (англ. Kelvin Timeline) (отличие от «Первичной временной линии» оригинальных сериалов и фильмов) Майклом и Дениз Окуда для использования в официальных справочниках и энциклопедиях «Звёздного пути». Название Кельвин происходит от названия звёздолета USS Кельвин (англ. USS Kelvin), участвовавшего в событии, которое создаёт новую реальность в «Звёздном пути» (2009). Абрамс назвал звёздолет в честь своего деда Генри Кельвина, которому он также отдаёт дань уважения в «Стартреке: Возмездие» с Мемориальным архивом Кельвина (англ. Kelvin Memorial Archive).
Три фильма в временной линии Кельвина включают: «Звёздный путь» (2009), «Стартрек: Возмездие» (2013) и «Стартрек: Бесконечность» (2016). Последний был посвящён Нимою, умершему в 2015 году, и Антону Ельчину, погибшему в автокатастрофе летом, когда его выпустили.

## Лучшие эпизоды
Разные издания в разное время составляли списки лучших эпизодов «Оригинального сериала»:
| Топ-10 эпизодов по версии Entertainment Weekly 1. «Город на краю вечности» 1 сезон 28 эпизод 2. «Космическое семя» 1 сезон 22 эпизод 3. «Зеркало, зеркало» 2 сезон 4 эпизод 4. «Машина Судного дня» 2 сезон 6 эпизод 5. «Время ярости» 2 сезон 1 эпизод 6. «Дьявол в темноте» 1 сезон 25 эпизод 7. «Проблема с трибблами» 2 сезон 15 эпизод 8. «Эта сторона рая» 1 сезон 24 эпизод 9. «Происшествие на „Энтерпрайзе“» 3 сезон 2 эпизод 10. «Путь на Вавилон» 2 сезон 10 эпизод | Топ-10 эпизодов по версии IGN 1. «Город на краю вечности» 1 сезон 28 эпизод 2. «Равновесие страха» 1 сезон 14 эпизод 3. «Зеркало, зеркало» 2 сезон 4 эпизод 4. «Космическое семя» 1 сезон 22 эпизод 5. «Проблема с трибблами» 2 сезон 15 эпизод 6. «Куда не ступала нога человека» 1 сезон 3 эпизод 7. «Враг изнутри» 1 сезон 5 эпизод 8. «Время обнажиться» 1 сезон 4 эпизод 9. «Эта сторона рая» 1 сезон 24 эпизод 10. «Арена» 1 сезон 18 эпизод |

## Наследие
«Звёздный путь: Оригинальный сериал» положил начало эпопее «Звёздного пути». Сначала на его основе в 1973 году был создан мультипликационный сериал («Звёздный путь: Анимационный сериал»), а затем целый ряд телевизионных сериалов:
- Следующее поколение (1987—1994)
- Глубокий космос 9 (1993—1999)
- Вояджер (1995—2001)
- Энтерпрайз (2001—2005)
- Дискавери (2017—)
- Пикар (2020—)
- Нижние палубы (2020—)
- Странные новые миры (2022—)

Также было снято шесть полнометражных фильмов с участием персонажей сериала:
- «Звёздный путь: Фильм»
- «Звёздный путь 2: Гнев Хана»
- «Звёздный путь 3: В поисках Спока»
- «Звёздный путь 4: Путешествие домой»
- «Звёздный путь 5: Последний рубеж»
- «Звёздный путь 6: Неоткрытая страна»

Некоторые герои сериала также появились в фильме «Звёздный путь: Поколения».

## Книги
Сериал послужил основой для выхода множества книг, романов и рассказов.